# Miopsalis collinsi
Miopsalis collinsi is een hooiwagen uit de familie Stylocellidae. De originele naamcombinatie (protoniem) was Stylocellus collinsi Shear, 1993.